# Колпинское шоссе
Ко́лпинское шоссе́ — шоссе в Пушкинском и Колпинском районах Санкт-Петербурга, включая территории города Пушкина и посёлка Шушары. Проходит из-за Автомобильной улицы до реки Поповой Ижорки. В западном направлении продолжается Новодеревенской улицей, в восточном — проспектом Ленина.

## История
Название появилось в XIX веке. Связано с тем, что шоссе ведет из Пушкина в Колпино. На карте начала XX века было обозначено как Колпинская дорога.
Колпинское шоссе состоит из двух участков, которые в Московской Славянке (на пересечении с Московским шоссе) имеют сдвиг длиной 400 м. Чтобы устранить неудобства, вызванные этим фактом, в 2013—2016 годах в этом месте были построены два путепровода-петли над Московским шоссе.
В июне 2019 года в створе Колпинского шоссе был открыт путепровод над Северской улицей и трассой М11.
Практически на всём своём протяжении Колпинское шоссе было двухполосное. Исключениями были подходы к развязке с Софийской улицей (четыре-шесть полос) и путепровод над трассой М11 (четыре полосы). 21 июня 2024 года запустили рабочее движение по расширенной до четырех полос проезжей части на участке от Московского шоссе до реки Поповой Ижорки в Колпине.

## Достопримечательности

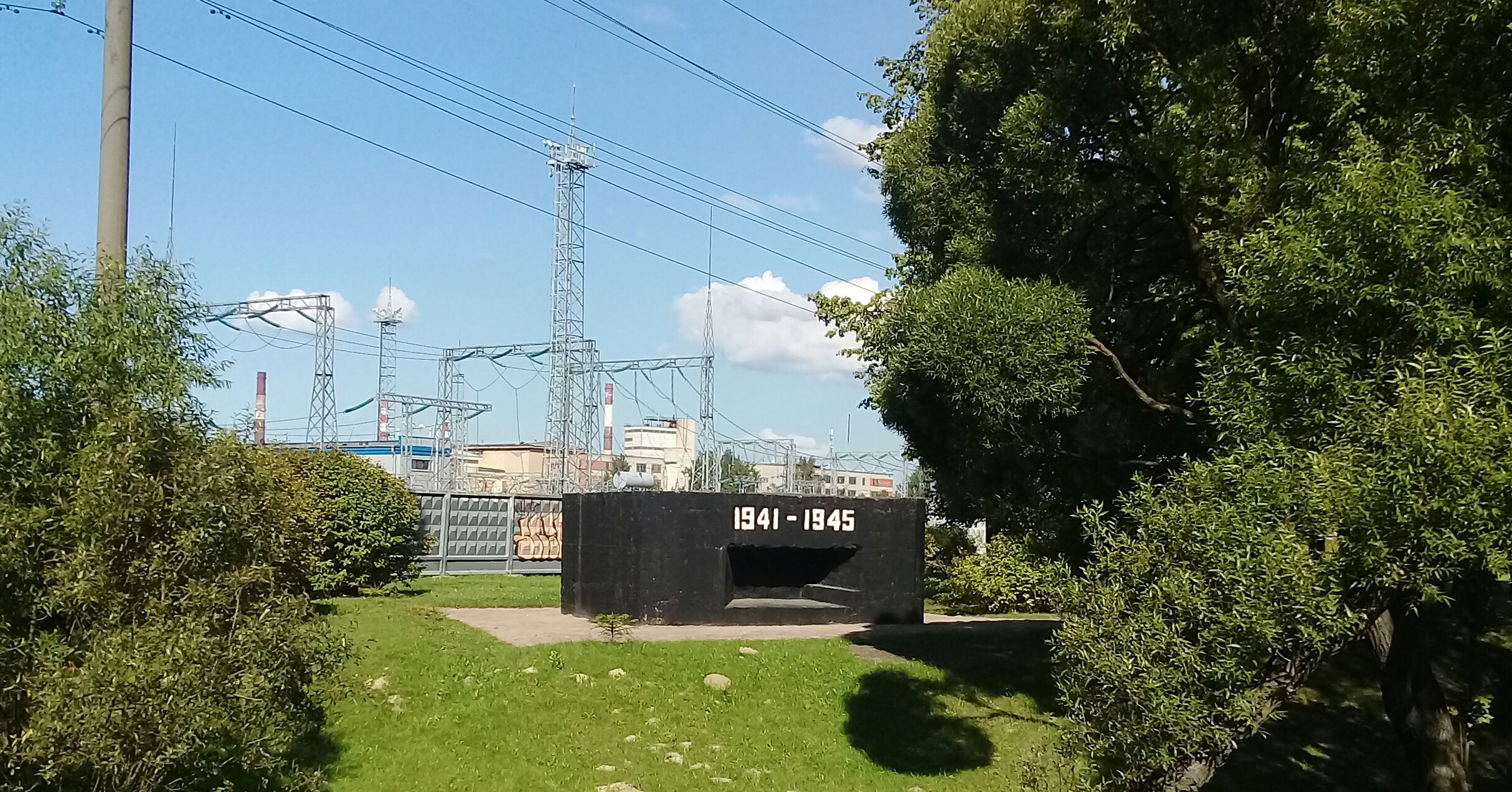
Дот у реки Поповой Ижорки

На стыке Колпинского шоссе и проспекта Ленина находится дот, построенный в начале Великой Отечественной войны, в 1941 году. Он относится к Слуцко-Колпинскому сектору Красногвардейского укрепрайона. C 2015 года входит в состав объекта культурного наследия регионального значения «Комплекс фортификационных и оборонительных сооружений Ленинграда 1920—1940-х гг.».
Мемориал «Непокорённые» был сооружен в 1965 году у усадьбы совхоза «Детскосельский», поблизости от Пушкина. На возвышенной площадке находится бетонная стела с изображением атакующего бойца, рядом — стела с надписью «Здесь проходил передний край обороны советских войск. 1941—1944» и два артиллерийских орудия. Сквер, примыкающих к мемориалу и расположенный на углу Колпинского шоссе и Центральной улицы, 20 сентября 2021 года получил название сквер Ивана Шинкарёва — в честь первого директора совхоза «Детскосельский». В 2023 году сквер благоустроили.

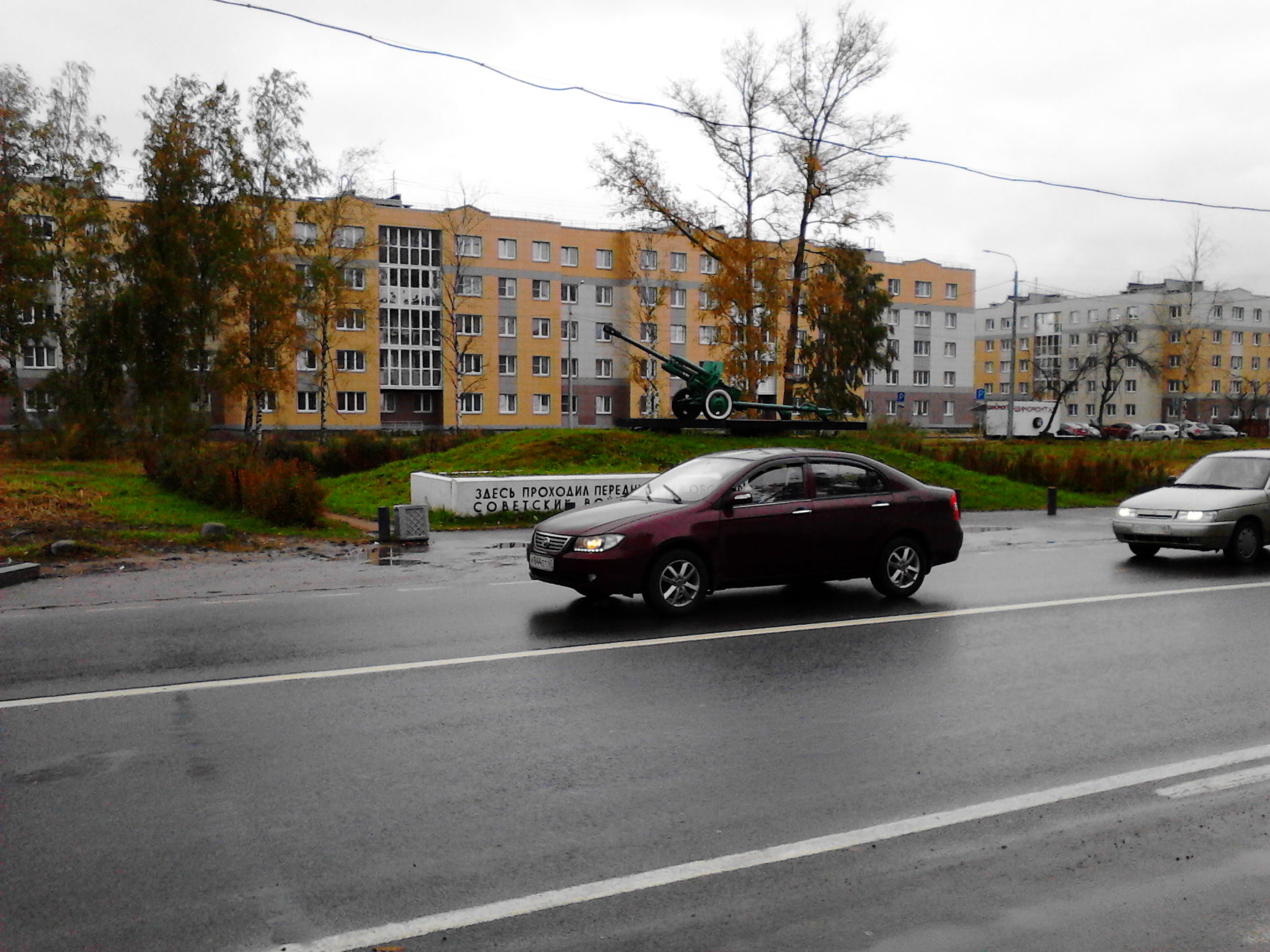
Орудие на углу с Галицкой улицей

Восточней основного мемориала, в 700 метрах от него, углу Колпинского шоссе и Галицкой улицы, установлена 76-мм дивизионная пушка образца 1942 года. На пьедестал высечена надпись: «Здесь проходил передний край обороны Ленинграда». Напротив, через дорогу, находятся противотанковые надолбы.

## Застройка
- № 1 — жилой дом (1960[14])
- № 1/1 — жилой дом (1961[14])
- № 2 — жилой дом (1959[14])
- № 3 — жилой дом (1959[14])
- № 4 — жилой дом (1961[14])
- № 5 — жилой дом (1960[14])
- № 6 — жилой дом (1968[14])
- № 7 — жилой дом (1968[14])
- № 8 (Славянка) — школа (2023[15])
- № 8 (Детскосельский) — жилой дом (1969[14])
- № 9 — жилой дом (1970[14])
- № 10 — жилой дом (1972[14])
- № 10, корпус 1, — жилой дом (2011[14])
- № 10, корпус 2, — жилой дом (2011[14])
- № 10, корпус 3, — жилой дом (2011[14])
- № 10, корпус 4, — жилой дом (2011[14])
- № 10, корпус 5, — жилой дом (2011[14])
- № 11 — жилой дом (1974[14])
- № 12 — жилой дом (1976[14])
- № 12, корпус 1, — жилой дом (2011[14])
- № 12, корпус 2, — жилой дом (2011[14])
- № 12, корпус 3, — детский сад (2012[14])
- № 14 — жилой дом (2011[14])
- № 15 — школа (1980[14])
- № 18 — жилой дом (2010[14])
- № 20, корпус 1, — жилой дом (2010[14])
- № 20, корпус 2, — жилой дом (2010[14])
- № 20, корпус 3, — школа (2011[14])
- № 22 — жилой дом (2010[14])
- № 24, корпус 1, — жилой дом (2010[14])
- № 24, корпус 2, — жилой дом (2010[14])
- № 26 — жилой дом (2010[14])
- № 28, корпус 1, — жилой дом (2010[14])
- № 28, корпус 2, — жилой дом (2010[14])
- № 32 — торговый центр (2016[16])
- № 34, корпус 1, — жилой дом (2012[14])
- № 34, корпус 2, — жилой дом (2013[14])
- № 34, корпус 3, — жилой дом (2013[14])
- № 34, корпус 4, — детский сад (2014[14])
- № 36, корпус 1, — жилой дом (2012[14])
- № 38, корпус 1, — жилой дом (2012[14])
- № 40, корпус 1, — жилой дом (2012[14])
- № 42 — жилой дом (1957[14])
- № 45 — жилой дом (1957[14])
- № 47 — жилой дом (1980[14])
- № 49 — жилой дом (1982[14])
- № 51 — жилой дом (1961[14])
- № 53 — жилой дом (1982[14])
- № 55 — жилой дом (1985[14])
- № 57 — жилой дом (1989[14])
- № 59 — жилой дом (1989[14])
- № 61 — жилой дом (2004[14])
- № 63 — жилой дом (2005[14])
- № 65 — жилой дом (2004[14])
- № 67 — жилой дом (2006[14])
- № 69 — жилой дом (2005[14])
- № 71 — жилой дом (2004[14])
- № 73 — жилой дом (2004[14])
- № 75 — жилой дом (2006[14])
- № 77 — торговый центр (2016[14])
- № 123 — жилой дом (2025[17])
- № 125 — жилой дом (2025[17])
- № 127 — жилой дом (2024[18])
- № 127, корпус 2, — детский сад (2024[19])
- № 129 — жилой дом (2024[18])

## Перекрёстки
- Автомобильная улица
- 1-я Советская улица
- 2-я Советская улица
- 3-я Советская улица
- 4-я Советская улица
- 5-я Советская улица
- 6-я Советская улица
- Промышленная улица
- Центральная улица
- Галицкая улица
- Муромская улица
- Полоцкая улица
- Туровская улица
- Северская улица (путепровод)
- Трасса М11 (путепровод)
- Московское шоссе (два перекрестка)
- Софийская улица